# 鈴木康之 (アナウンサー)
鈴木 康之（すずき やすゆき）は、NHKの元エグゼクティブアナウンサー。

## 人物
愛知県蒲郡市出身。早稲田大学卒業。趣味は海外ミステリー、日本の歴史、ドライブ。北陸地方に11年間住んでいたことがある。定年後も嘱託職として名古屋局に所属した。

## 過去の出演番組
- NHKモーニングワイド金沢
- 午後のひととき 木曜ラジオ（毎週木曜日、箕浦香代子と司会）

| スタブアイコン | サブスタブ | この項目は、まだ閲覧者の調べものの参照としては役立たない、アナウンサーに関連した書きかけの項目です。この項目を加筆・訂正などしてくださる協力者を求めています（PJ:アナウンサー）。 |